# Clune (Highland)

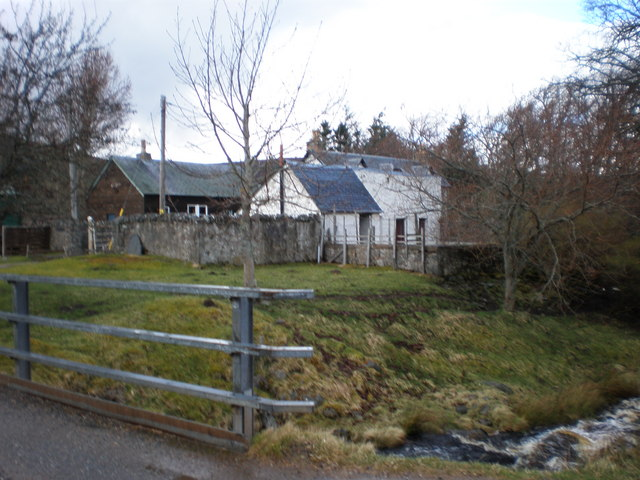
Blick über den Bach auf den Altbau der Farm

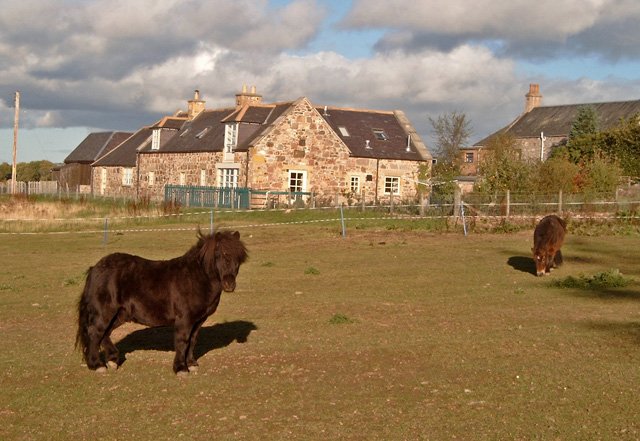
Die Farm von Westen

Clune ist eine Ortschaft, die südöstlich von Inverness in der Region Highland im Norden von Schottland liegt. Im Rahmen der historischen Gliederung Schottlands in Civil Parishes zählt es zu Moy and Dalarossie, das zu Inverness-shire gehörte. In älteren Zeiten lag es in Nairnshire.

## Geographie
Clune liegt oberhalb des südlichen, rechten Ufer des Flusses River Findhorn am ihm von Süden zufließenden Bach Clune Burn. Das Umfeld ist rein ländlich, der Ort umfasst einen einzelnen Bauernhof und hat keine hervorgehobene Bedeutung. Es findet sich daher auch die Bezeichnung Clune Farm. Auf der gegenüberliegenden Seite des Findhorn Rivers liegt Woodend.

## Verkehr
Verkehrstechnisch zu erreichen ist Clune über eine Nebenstraße, die südlich von Tomatin vom übergeordneten Netz in südwestlicher Richtung abzweigt und in Knockandoo ended.